# Аслан (вилает Одрин)
Аслан (на турски: Aslıhan) е село в Източна Тракия, Турция, вилает Одрин.

## География
Селото се намира южно от Хавса.

## История
В XIX век Аслан е албанско село във Узункьоприйска кааза в Одринския вилает на Османската империя. Според „Етнография на вилаетите Адрианопол, Монастир и Салоника“, издадена в Константинопол в 1878 година и отразяваща статистиката на населението от 1873 година, Аслан (Aslan) има 115 домакинства и 494 жители албанци.
Според статистиката на професор Любомир Милетич в 1912 година в селото живеят 120 български екзархийски семейства.